# Corythoderus braminus
Corythoderus braminus is een keversoort uit de familie bladsprietkevers (Scarabaeidae). De wetenschappelijke naam van de soort is voor het eerst geldig gepubliceerd in 1918 door Wasmann.